# Artilharia nuclear

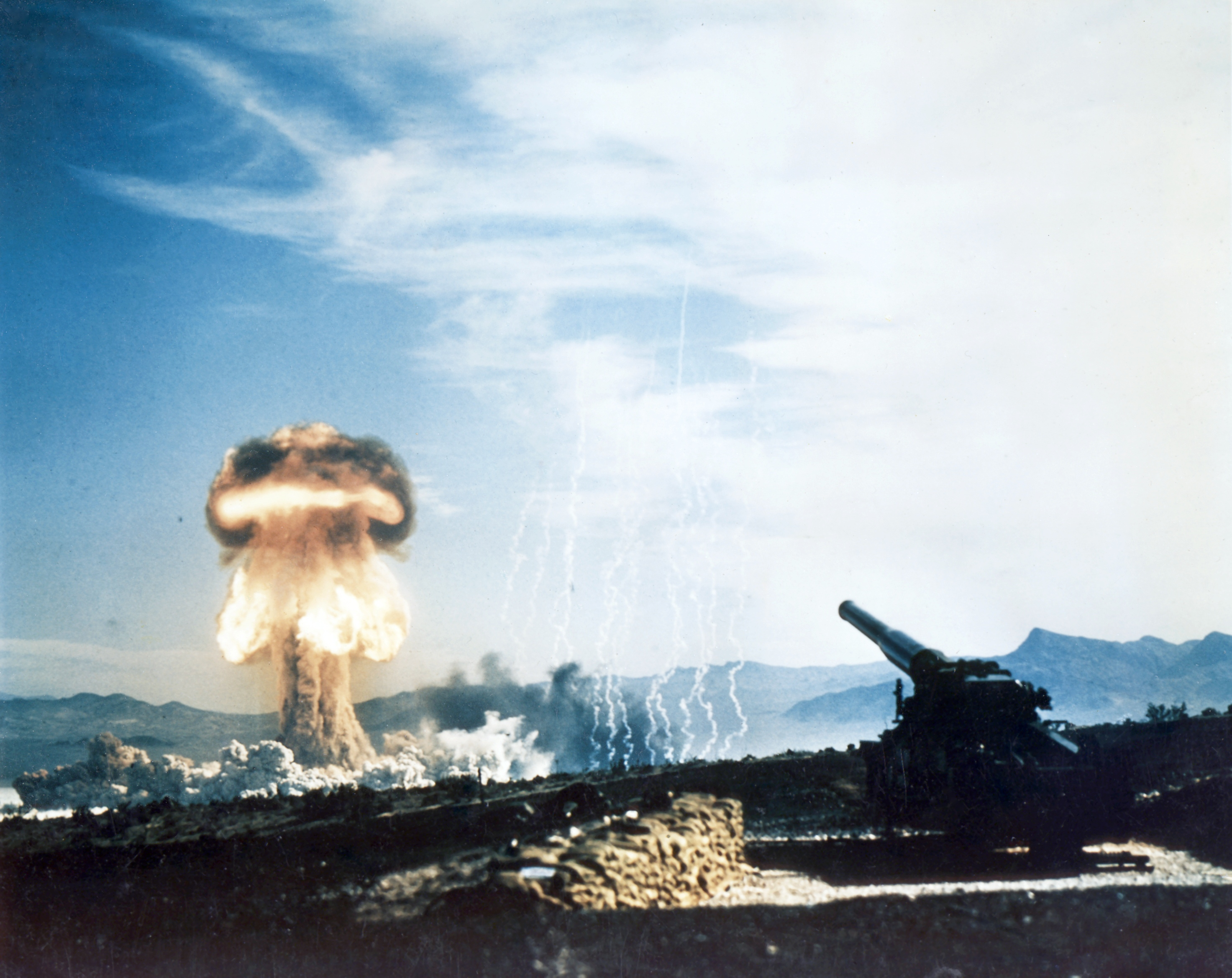
Upshot–Knothole Grable, um teste de 1953 de um projétil de artilharia nuclear na Área de Testes de Nevada (a foto mostra o canhão atômico M65, com diâmetro de 280 mm (11 polegadas) e a explosão de seu projétil de artilharia a uma distância de 10 km (6,2 mi))

A artilharia nuclear é um subconjunto de armas nucleares táticas de rendimento limitado, em particular aquelas armas que são lançadas do solo contra alvos no campo de batalha. A artilharia nuclear é comumente associada a projéteis lançados por um canhão, mas, em um sentido técnico, foguetes de artilharia de curto alcance ou mísseis balísticos táticos também estão incluídos.
O desenvolvimento da artilharia nuclear fazia parte de um amplo impulso dos países com armas nucleares para desenvolver armas nucleares que pudessem ser usadas taticamente contra exércitos inimigos no campo (em oposição a usos estratégicos contra cidades, bases militares e indústria pesada). A artilharia nuclear foi desenvolvida e implantada por um pequeno grupo de estados, incluindo os Estados Unidos, a União Soviética e a França. O Reino Unido planejou e desenvolveu parcialmente tais sistemas de armas (o míssil Blue Water e o projétil de artilharia Yellow Anvil), mas não os colocou em produção.
Um segundo grupo de estados tem associação derivada com a artilharia nuclear. Essas nações colocaram em campo unidades de artilharia treinadas e equipadas para usar armas nucleares, mas não controlavam os próprios dispositivos. Em vez disso, os dispositivos foram mantidos por unidades de custódia incorporadas dos países em desenvolvimento. Essas unidades de custódia mantiveram o controle das armas nucleares até que fossem liberadas para uso em uma crise. Este segundo grupo incluiu países da Organização do Tratado do Atlântico Norte (OTAN) como Bélgica, Canadá, Alemanha Ocidental, Grécia, Itália, Holanda, Turquia e Reino Unido.
Hoje, a artilharia nuclear foi quase totalmente substituída por lançadores de mísseis balísticos táticos móveis, transportando mísseis com ogivas nucleares.